# Spilling Blood in 8 mm
Spilling Blood In 8 mm je DVD sastava Funeral For A Friend.

## Format
- DVD
- explicit lyrics (parental advisory)

## Sadržaj
- Promo spotovi
- Trilogy spotovi
- dokumentarac o turneji
- kronologija
- diskografija
- intervjui
- komentari